# 以空間換時間
以空間換取時間是主要泛指在對日抗戰期間，由國民政府軍事委員會委員長蔣中正擔當抗日總指揮，為使其軍、民上下一心共同抗日目標，而進行主要闡述與宣導的作戰策略與戰略方針主旨之標誌性詞語。

## 戰略背景
抗戰初期，因為國民政府瞭解本國之物資、資源、兵力、軍火、武器、民心、軍隊士氣等都不如日本，由當時的國際情勢來看，中國太弱，日本太強，很有可能被擊敗。故初期以空間換取時間，亦即是俗語的拖延戰術，以爭取後方製造武器，兵力編排，軍事攻守能力，防禦戰線等整體規劃。
其詞語概念出自當時國民黨將領白崇禧提出以「游擊戰與正規戰相配合，積小勝為大勝，以空間換取時間」，戰略綱領以蔣百里所著的《國防論》為宗旨，提出在國軍總體軍力劣於日軍總體戰力時的如何進行持久作戰方略。

## 戰略實施
1937年7月，抗日戰爭爆發，國民政府決定令孫運璿廠長，盡量將電力設施撤往陪都重慶，以維持中國的重工業運作應付戰爭。
國民政府特別密令張自忠將軍於日軍侵佔華北初期，擔任北平市長，兼任29軍第38師長，與日軍周旋，緩解敵軍攻勢，並且爭取後方整補時間，以拖延戰術換取國民政府有充足時間準備全面戰爭，是謂：以空間換時間。當時輿論未明真相，張自忠將軍被誤解為向敵人綏靖，對其頗不諒解。但國民政府體諒其為爭取抗日有利形勢，不計毀譽，忍辱負重，故仍委以重任調升軍長。張自忠將軍亦臨敵當先，最終殉國。

## 抗戰中期形勢
抗戰中期，因為國軍精銳在淞滬會戰中損失很大，戰鬥力銳減，加上落後的后勤制度，保持不了國軍的戰鬥力，無力阻止日本的攻勢，故此蔣中正採取以空間換取時間戰略，以廣大領土腹地，延滯日軍兵力，使日軍在管理遼闊的中國領土出現困難，同時減低日本可用於開闢新戰場的兵源。並將敵後正規軍，改編為游擊隊，盡量消滅日軍的有生力量，並且以外交方式獲得國際贊同與支援，以拖延的手法等待美國、日本兩國之間因太平洋利益爭奪而反目。

## 批評
以事後觀點回顧在抗日戰爭前後脈絡過程，國民革命軍對抗日軍入侵大小戰役，雖然取得諸如台兒莊大捷等值得嘉許戰績，但亦有因戰爭上失利導致原本該固守的領土遭日軍攻陷失守，讓日軍得以藉扶植傀儡政權減少管治成本，持續深入內地襲擊國軍守土。
令後世時人批評「以空間換取時間」的做法相當無奈，儘管可以保存當時國軍的有生力量，但老百姓的生命財產，卻可能因兵禍受到難以估計的損失，加上中國當時「以空間換取時間」的領土，是中國經濟和工業最為發達的東部及沿海地區。國民政府僅能控制的領土，工業基礎設施十分薄弱，意味著不能自產軍械，以應付前線軍隊的需要。要維持國軍持續作戰的能力，就需要依靠當時道路狀況差劣的滇緬公路輸入軍備，以及蘇聯的軍事援助。如果情況持續下去，中國的戰爭潛力必然注定被削弱，僅能自保而已。
與之相對地，日軍為反制國軍採取保全軍力以待蓄機反擊之戰略目的，亦採取三光政策將不受日軍管治之當地軍民或物資將之徹底屠戮或掠奪，讓國軍難以在特定戰區積蓄足夠軍力反擊。
此外，有人認為「以空間換取時間」跟「勝利轉進」一樣，其實是一種帶有吹捧性質的正面宣傳口號。儘管在抗日戰爭中，有台兒莊大捷、三次長沙大捷等閃亮點，但現實情況是中國喪失幾乎一半的領土，而且也是中國經濟的精華地區，包括上海、南京、武漢、北平、廣州等大城市。如果按照實際情況向百姓報導的話，必然會嚴重打擊民眾的抗日決心和士氣，所以有必要作出正面宣傳，以「以空間換取時間」的言辭，向百姓解釋「放棄國土」為戰略上的需要，維持民心士氣，並且可以減低前線指揮官丟失國土的責任。

### 戰略優劣見解
「以空間換取時間」之戰略方針，類似於焦土作戰策略，將可能為敵方佔領之一切物資及交通設施等任何資源徹底毀壞、將當地住民強遷至作戰防線後方安置保障民力穩定的作戰策略，然而實行作戰必須構築足夠抵禦敵方進攻的戰區防線，同時確保己方保有廣袤戰略腹地能夠穩定生產足夠維持長期作戰的人力、物力等作戰資源，令前線將士能夠維持持續抵禦敵方進攻的作戰供需，將敵方襲擊範圍限縮在我方構築的防禦戰線的緩衝帶區域，並且不斷殲滅削弱敵方進攻力量，趁敵方疲憊時反擊圍剿，收復失地逼退敵軍。
然而當時日軍已經佔領中國東北、朝鮮半島、琉球群島、台灣群島等地，日軍的陸軍之坦克、軍用車、輕重型槍械等重要軍械、海軍之艦艇在質量與數量方面的軍事工業生產技術力皆優於國府軍隊，日軍能夠採取陸路、海路兩面分道多向迂迴避開己方構築之防禦戰線，國府軍要戰略防守的防線過於廣闊難以周全抵禦日軍的進攻，國府軍的海軍方面的艦艇質與量不如日本海軍，難以阻擋日軍從海路登陸進攻中國本土境內，令抗戰前中期的中國沿海地區幾乎被日軍攻佔。
在華北、華東、華東南幾乎失守淪陷之下，國府軍被迫將防線退縮到華中、華南、西南等地持續頑抗，而日本帝國軍藉扶持汪精衛等傀儡政權代管部分地域方面治務，確保足夠物資持續與國府軍交戰。
而焦土作戰之執行，必須將當地無法帶走的建築、田地、器具等盡所能嚴重毀損使其無法為敵方所用，強行將當地百姓住民迫遷，然而失守的領土皆是原本人口、經濟富庶要地，住民多有眷土情結，執行上阻礙甚艱，且對當地經濟會造成難以復原的損害。
而作戰執行也需要中央軍與地方軍相互高效默契配合協同作戰，然而後國民政府甫自1928年底剛統一北方勝利後，在政界與軍界仍存在大小不一的衝突與嫌隙，地方軍將領仍以如晉系閻錫山、新桂系李宗仁等代表性軍閥將領對中央軍指揮協調不一致問題，更嚴重會出現如韓復榘一幫存有軍閥心態將領對中央軍號令陽奉陰違情況發生；此前國共分裂事件後，以共產黨為主的中華蘇維埃共和國在中國境內成立與國民政府分庭對抗，雖然在西安事變事件後國、共議和，但議和時已經臨近即將爆發對日抗戰時間點，能及時調度兵力與構築防禦工事的時限相當緊湊，難以完整抵禦日軍大幅入侵進攻態勢。
直到二戰後期，日軍才最終不敵英、美、蘇等聯合國軍圍剿之下宣告戰敗投降，國府軍雖然能得以收復失土，但淪陷之失土的經濟建設與民生早已嚴重受損，間接令國府難以短期內重整經濟民生來自主維持國府軍的軍力，日後又再度爆發國共內戰，而共產黨軍隊早已熟練如何在物資有限情況下的進行游擊、敵後作戰，令國府軍無法及時組織足夠兵力與物資阻擋共軍進攻。